# Adriana Evans
Adriana Evans (San Francisco, 1974. március 6. –) amerikai énekesnő, dalszerző.
Adriana Evans olyan egyedülálló énekesnő, akihez hasonlót Natalie Cole és Chaka Khan óta nem láttak. Evans Count Basie, Dizzy Gillespie és Cal Tjader énekestársa volt. 
| Adriana Evans                             | Adriana Evans                             |
| Kattints az alábbi külső linkek egyikére! | Kattints az alábbi külső linkek egyikére! |
| ----------------------------------------- | ----------------------------------------- |
| Nem található szabad kép.(?)              |                                           |
| külső link · jogvédett                    | Adriana Evans                             |

## Pályafutása
Adriana San Francisco Haight Ashbury és Mission negyedeiben nőtt fel. Édesanyja, Mary Stallings dzsesszénekesnő révén korán megismerte a dzsesszt és a bluest. Az édesapja kultúrájából származó afro-kubai zene hangját, dallamvilágát ugyancsak magába szívta mint egy szivacs. A soul, a rock és a hiphop iránti szeretete tovább gazdagította gazdag zenei világát. Szintén jelentős volt rá Dinah Washington, Billie Holiday, Sarah Vaughan és Carmen McRae.
Debütáló lemeze megjelenése után kiábrándult a zeneiparból és Brazíliába menekült. Csak 2004-ben készítette el a „Nomadic” című albumot, amely különböző műfajokat boncolgat, és amelyet az általa „afrikai zeneként” jellemzett téma tartott össze. A következő évben kiadta a „Kismet” című válogatásalbumot. 2007-ben jelent meg az „El Camino” album, amely – a korábbi lemezeinél jobban – brazíliai tartózkodása hatásra született. Evans ötödik nagylemeze, a „Walking with the Night” 2010-ben jelent meg.
Azt mondja: „Az afrikaiak rabszolga-kereskedelem útján érkeztek Észak-Amerikába, Dél-Amerikába és a Karib-térségbe, és valamiféle alkímia révén a fájdalmat szépséggé változtatták. Ők átadták a világnak a zenéjüket!” A „Nomadic” album tisztelettel adózik ennek a zenei hozzájárulásuknak.

## Albumok
- Adriana Evans (1997)
- Nomadic (2004)
- Kismet (2005)
- El Camino (2007)
- Walking with the Night (2010)